# پارک سربیانی بور

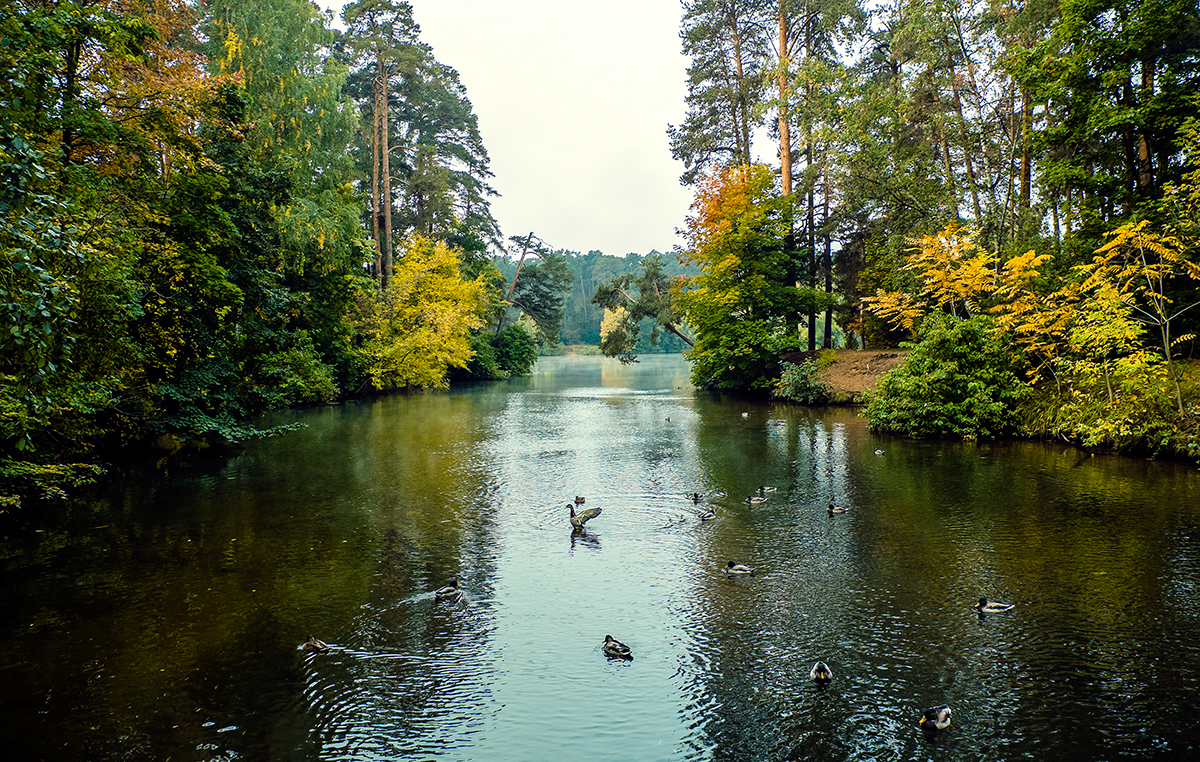
منظره‌ای از پارک سربیانی‌بور

```
پارک سربیانی‌بور
 
(به 
روسی
: 
Серебряный Бор
)
 تفرجگاهی است که در شمال غربی 
مسکو
 قرار دارد.
[
۱
]
```

## تاریخچه
این پارک در گذشته متعلق به اراضی یک خاندان فئودال به نام خراشفسکی بوده‌است در اواخر قرن نوزدهم تبدیل به توپخانه و محل آموزش‌های مرتبط با آن شد و پس از انقلاب اکتبر تبدیل به یک پارک تفریحی برای عموم مردم گشت.

## جاذبه‌های توریستی

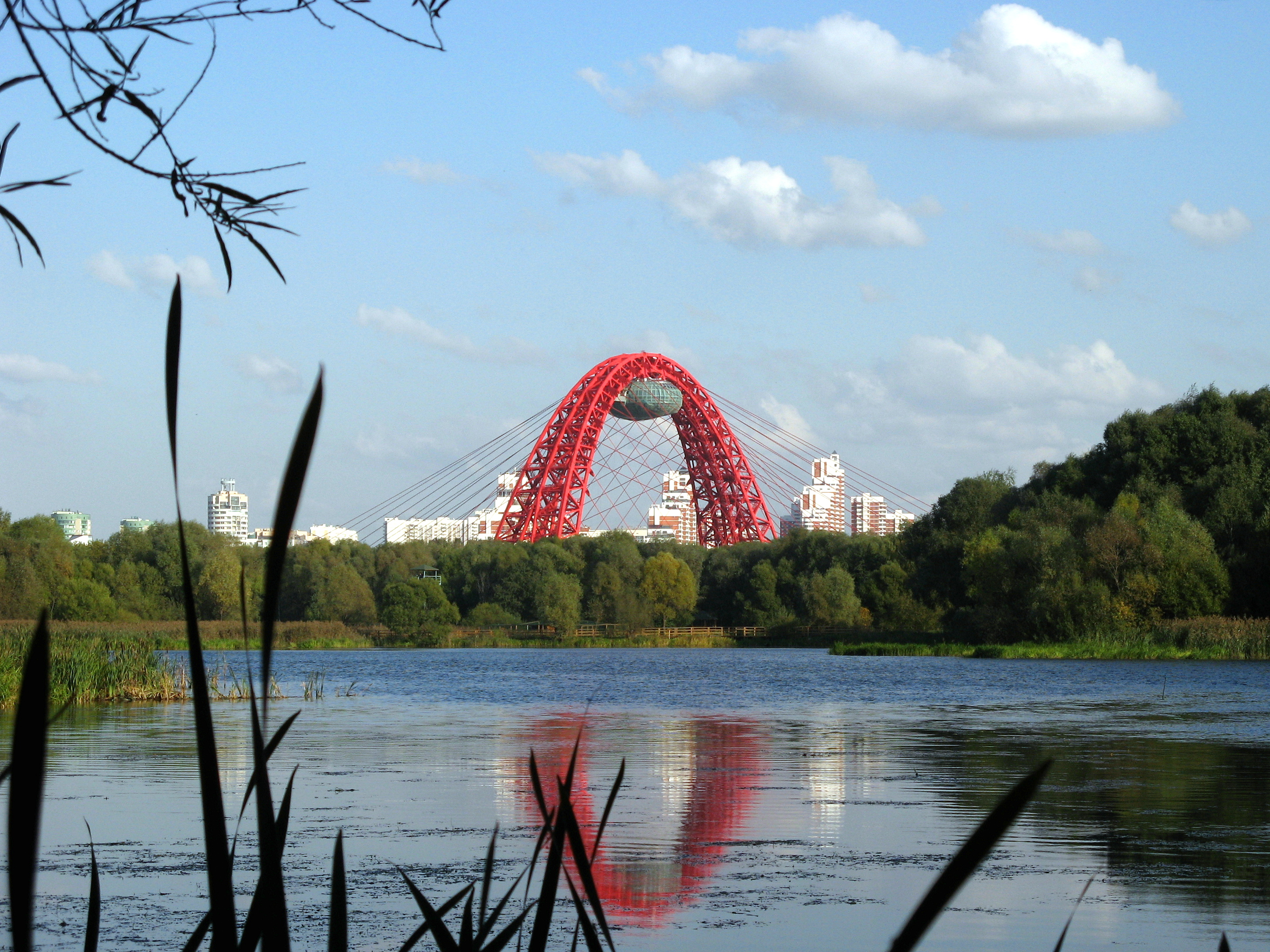
پل ژیووپوسنی

پارک سربیانی‌بور یک مجموعه در ۳۲ هکتار است که قابلیت‌های توریستی فراوانی دارد از جهات مختلف نظر گردشگران را جلب می‌کند.
- پلاژ برهنگی
- زمین اسکیت
- قایقرانی تفریحی
- اتوبوس تفریحی (ترول‌باس)
- زمین کمپینگ
- کافه
- کانون پرورش کودکان
- پل ژیووپوسنی